# Expédition punitive contre Pancho Villa
Guerre de la frontière américano-mexicaine
Batailles
Révolution mexicaine :
- Incident de Tampico
- Ypiranga incident (en)
- Occupation américaine de Veracruz

Guerre de la frontière :
- Agua Prieta (1re)
- Ciudad Juárez (1re) (en)
- Bandit War (en)
- Norias Ranch Raid (en)
- Ojo de Agua Raid (en)
- Nogales (2e) (en)
- Santa Isabel (en)
- Columbus
- Expédition punitive
- Guerrero (en)
- Agua Caliente (en)
- Parral
- Tomochic (en)
- Ojos Azules
- Glenn Springs (en)
- Rubio Ranch
- Castillon
- Las Varas Pass
- San Ygnacio (en)
- Carrizal
- Affaire Zimmermann
- Brite Ranch (en)
- Neville Ranch (en)
- Nogales (3e) (en)
- Ciudad Juárez (3e) (en)
- Ruby Murders (en)

L'expédition punitive (Expedición Punitiva en espagnol), appelée Expédition mexicaine ou expédition Pancho Villa aux États-Unis, est une opération militaire lancée par l'Armée de terre américaine contre les troupes irrégulières mexicaines de Pancho Villa, du 3 mars 1916 au 7 février 1917 durant la Révolution mexicaine. L'expédition avait pour but de capturer Pancho Villa après la bataille de Columbus au Nouveau-Mexique, première invasion du territoire américain depuis la Guerre anglo-américaine de 1812. Elle n'atteignit pas son objectif.

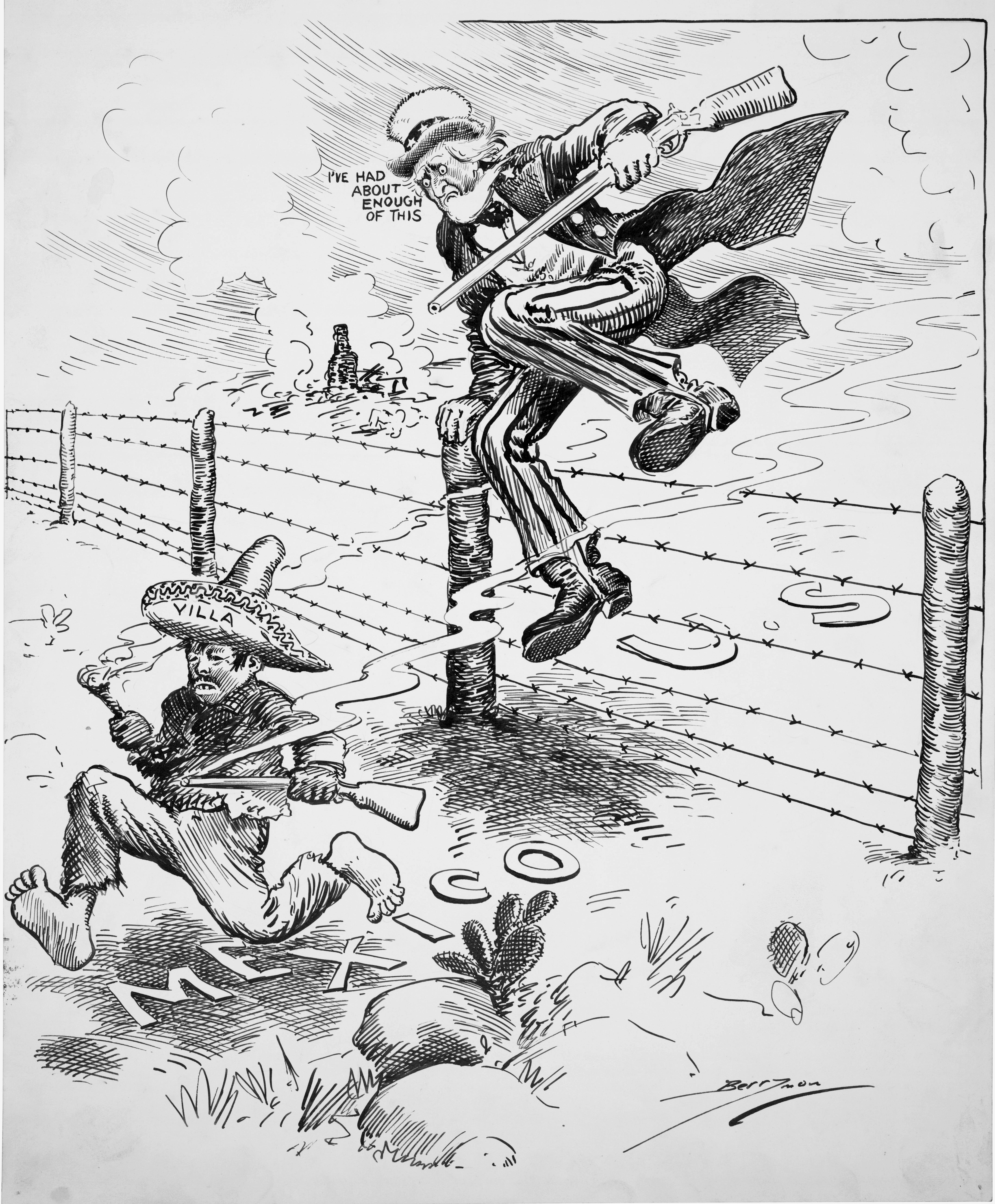
I've Had About Enough of This. Oncle Sam s'en va pourchasser Pancho Villa au Mexique. Dessin de Clifford Berryman paru le 10 mars 1916.